# Pelig
Pelig je jedrenjak s dva jarbola, tradicionalan na istočnoj obali Jadrana. Na pramčanom jarbolu je oglavno jedro, a na krmenom sošno. Služio je za ribarenje i prijevoz tereta (60-150 tona) u priobalju. Brodovi su bili prosječno dugi od 16 do 22 metra. Posada se sastojala od 5 do 6 mornara. Pelig je veći od trabakula i najveći brod na Jadranu. Krajem 19. st. veliki pelizi plovili su i do Tihog oceana. Nakon drugog svjetskog rata ovi su brodovi registrirani kao motorni jedrenjaci.

## Vanjske poveznice
- Pelig Hrvatska tehnička enciklopedija, portal hrvatske tehničke baštine. LZMK